# تامر حسين
تامر حسين شاعر غنائي وملحن مصري، حاصل على عدة جوائز وتكريمات كأفضل شاعر غنائي في مصر لعدة مرات.قدمه الملحن الكبير عمرو مصطفى لمطربين الوطن العربى كشاعر غنائى، وهو من (مواليد 20 أغسطس 1984) القاهرة.
تعَاوَن تامر حسين مع الكثير من المطربين والمطربات في مصر والعالم العربي مـثل: عمرو دياب، تامر حسني، إليسا، سميرة سعيد، شيرين عبدالوهاب، حسين الجسمي، آمال ماهر، محمد حماقي، جنات، نانسي عجرم، كارول سماحة، أصالة، بهاء سلطان، وائل جسار، جنات، هاني شاكر، وغيرهم.

## أعماله
- عمرو دياب

غنى له الفنان عمرو دياب 59 أغنية
| 1- وياه 2- مكنتش ناوى 3- بناديك تعالى 4- هللا هللا 5- مالى عينيا 6- مقدرش انا 7- يوم ما اتقابلنا 8- جرالى ايه 9- الليله 10- عندى سؤال 11- وهي ذكريات 12- خلينالوحدينا 13- حبيت يا قلبى 14- فوق م اللى أنت فيه | 15- عايش معاك 16- في حاجه فيك 17- شٌفت الأيام 18- جماله 19- وحاتبتدى الحكايات 20- أنا مٌش أنانى 21- ساعة الفٌراق 22- أيوة اتغيرت 23- ونعيش 24- جانا 25- يا حٌب دوبنا 26- أحلى وأحلى 27 - رسمها 28- لالا | 29- حبيبتى 30- أمنتك 31- عكس بعض 32- راجع 34- معاك قلبى 35- عمرنا ما حنرجع زى زمان 36- القاهرة (مع الفنان محمد منير) 37- بلاش تبعد 38- قلبى اتمناه 39- جنب حبيبى 40- حبايب ايه 41- تعالي 42- يتعلموا 43- باين حبيت 44- جمع حبايبك | 45- يوم تلات 46- قدام مرايتها 47- سهران 48- حايعيش يفتكرنى 49- مكانك في قلبى 50- جامدة بس 51- يابلدنا ياحلوة 52- أماكِن السهر 53- شكراً 54- عايز أعمِل زيك 55- الدنيا الحلوة 56- إتقل 57- حلو التغيير 58- أنت الحظ 59- كتر من قربك |

- تامر حسنى [2]

| 1. ناسينى ليه 2. قابلتينى 3. حلم سنين 4. ب ألف سلامة 5. قد الفُراق 6. قولني كلام 7. وانت بعيد 8. مابجيش بالطريقة دي 9. موضوع رجوعنا |

- عمرو مصطفى

| 1- على إيديك 2- يادى الغيبة 3- سيب الوقت يعدى 4- وايه يمنع 5- بحب فيك 6- مش عشتى حياتك 7- انا نسيتك 8- علامة ف حياتك | 9- سرحت فيك 10- زعلان عليك 11- غلطة عمرى 12- حبيتها 13- عشانك أنتى 14- صباح الخير يا مصر 15- بصوا شوفوا مصر عامله ايه |

- حسام حبيب

1. أجمل قصة حب
2. في غمضة عين

- سميرة سعيد

1. كفاية كده
2. وأنا معاك
3. الساعة اتنين بليل

- عامر منيب

1. جيت على بالى
2. حظى من السما
3. عينيك قالت
4. وعامل ايه ف حياتك

- هانى شاكر

1. يامصر ماتخافيش
2. لو سمختوا[6]

- كارول سماحه

1. رجعالك
2. ان شالله

- نوال الزغبى

1. ضيعت ليه وقت ف حياتى

- حاتم فهمى

1. بيدق قلبى
2. أنالوحدى
3. هاعمل اى حاجه
4. بوعدك م الليله

- إيوان

1. خلاص لقيتك

- أحمد الشريف

1. من غير ماتغمض عينيك
2. شذى
3. برجع بعمرى
4. الليالى
5. اه بحبه

- فريق واما

1. على طول بسأل عليه
2. رايحه جاية
3. على فكرة
4. يالا نرقص
5. اسمها ايه
6. شمس بحر

- فريق بلاك تيما

1. يالا سيب بصمتك

- وائل جسار

1. تتر مسلسل مريم
2. (الحب فقلبنا درجات)

- حسين الجسمى

1. رسمنالك
2. ومتخافوش على مصر
3. اتمشى اتعشى

- لؤى

1. دقات قلبى
2. وببعتلك السلام
3. ماتندهليش ب حنية
4. وتتر مسلسل كلام على ورق
5. (نقابل ناس)
6. (جينا الحياه)

- حميد الشاعرى وهانى عادل

1. شد الفيشة
2. ده اللى عليه الطلب

- محمد حماقى

| 1- دايماً عايشين 2- وتحياتى (العيد الوطنى ل دولة الإمارات) 3- بقيت معاه 4- عامل ايه (عاش من شافك) | 5- لو هتسيب 6- طالع موضة 7- ردوده غريبة 8- ندانا 9- لا ملامة 10- ودينا بعيد |

- رامى صبرى

| 1- صدق عينيك 2-بعدت وقلت مش فارق 3- مع الأيام 4- هي ليه بتسأل عليا 5- أجمل ليالى عمرى 6- نفسها تشوفنى 7- تعالي 8- مبروك علينا 9- ما صدقت اتقابلنا 10- وصلت ل ايه ف حياتك؟ 11- ماحبتشى | 12- اتقابلنا 13- عامل تقيل 14- غالى 15- فكل مكان ب أروحلك 16- حاول تنسانى 17- أنا بعترفلك 18- بتهتمى 19- غريب الحُب 20- خطيرة 21- أنتى بتهزرى 22- بيحرك في المشاعر |

- تامر عاشور

1. أيام
2. مرة

- سامو زين

| 1- أيام ف بعدنا فاتوا 2- هتعرف قيمتى 3- الورد الأحمر 4- حبيبى وانا حر فيه 5- بتحلوى ف عينيا 6- حبيتك | 7- دايماً عينيك وحشانى 8- من عينيا 9- عادى 10- كلمونى عليه 11- أول ما تبتسميلى 12- ولا حد يوصله |

- مصطفى قمر

1. ضحكت ليا
2. سين من الناس
3. هشام عباس
4. بلا فخر مطبلاتيه
5. تتر أرض النفاق

- محمد ثروت

1. يامِستعجل فُراقى

- رامى جمال

1. لولا
2. عيونك خطر
3. ماغيرتش

- بهاء سلطان

1. ولد الغلابه ( تتر ولد الغلابه )
2. دادينا

- جنات

| 1- البادى أظلم 2- أكيد زعلت 3- عايزه أقرب 4- لسه حاتحلى | 5- بطلة حدودتك (ديو مع الفنان وليد سعد) 6- مسلسل بخط الإيد 7- تسلم الناس اللى صاحيه |

- محمد عدوية

1. فهمت قصدك

- شيرين عبد الوهاب

1. جنودنا رجالة
2. مصر باقية ل الأبد
3. نساى

- نوال الزغبى

1. إتحاربت
2. تتر سلطانه المُعز

- أمال ماهر

1. يا مصريين
2. لو رسمته
3. حكاية تعيش

- ياسمين على

1. ياحُب زمان
2. اتفائلوا بالخير تتر مسلسل أمر واقع
3. يابتاع الورد

- أصالة

1. كل اما تفتكره
2. افرح (٥٠٠ ٥٠٠)

- نانسى عجرم

1. ظبطت وخططت
2. حبايب وعيله
3. العُمر

- اليسا

1. بينا نعشق
2. عشت وشفت

- محمد عساف

1. مش حفرض نفسى عليك

- أحمد جمال

1. تحيا مصر تحيا
2. مينا عطا وشاهين
3. أنا الصاحب

- رنا سماحه

1. في غيابك

- محمد عباس

1. يادى الشوق
2. موضوع كرامه
3. لاء معلمه
4. فراق ب فراق

- لينا شماميان

1. حانعيش ونشوف
2. تتر مسلسل الا انا

- محمد الشرنوبى

1. ماتلفش وتدور
2. نقول مبروك

- ساندى

1. أول مرة اتجرء
2. عمرى مايئست
3. إزيك النهارده

- نهال نبيل

1. أستأذنك
2. كان واحشنى
3. لو بيحبك حايرجع
4. مُفاجأه

- فيروز أركان

1. ودى نهايات

- طاهرة حميش

1. عينيا عليك
2. اتظلمت معاك
3. لو نتقابل
4. الواحدة فينا

- عبد الفتاح الجرينى

1. باحب أشوفك
2. حبيبى لو ترضهالى

- الملحن تامر على

1. أعز اتنين

- مريم عامر منيب

1. عامل ايه في حياتك

- خالد منيب

1. ناويلى على ايه؟
2. عارفه نفسها

- أغانى بصوت مجموعات  كورال

1. علمونا في مدرستنا
2. بلادى تحيا مصر
3. تعظيم سلام
4. حالفين بعون الله

## الجوائز
نَالَ الشاعر تامر حسين عدة جوائز كأفضل شاعر غنائي في مصر منها:
- شاعر العرب أربعة مرات على البوم احلى واحلى 2016 و2018[7] و 2020 و2021.
- جائزة وشوشة أفضل شاعر جائزة التميز عام 2018.
- أفضل شاعر لعام 2021 مهرجان الدير جيست.[8]
- انجح أغنية عام 2019 (ناسينى ليه) للمغني تامر حسنى.[9][10]
- أنجح أغنية عام 2018 (يتعلموا)[11] للمغني عمرو دياب من ألبوم كل حياتي.[12]

## ألبومات شارك بها
| - هي حياتي (ألبوم) - ناسيني ليه (أغنية تامر حسني) - كل حياتي - عيش بشوقك - خليك فولاذي (ألبوم) - معدي الناس - بناديك تعالى (ألبوم) - أحلى وأحلى - أنا لوحدي (ألبوم) | - ليالينا - أحسن من كتير - عيش بشوقك (ألبوم) - الليلة (ألبوم) - حاسة بيك - وياه (ألبوم) - الكبير كبير - علامة في حياتك (ألبوم) | - علامة في حياتك (ألبوم) - ما وحشناك (ألبوم) - شفت الأيام - إلى كل اللي بيحبوني (ألبوم) |

## وصلات خارجية
- أغنية مصورة خارجية يوتيوب يتعلموا (فيديو كلمات)
- أغنية مصورة خارجية يوتيوب ناسيني ليه (فيديو كلمات)
- أغنية مصورة خارجية يوتيوب ناسيني ليه (فيديو كليب)
- تامر حسين على موقع الدهليز
- تامر حسين على موقع قاعدة بيانات الأفلام العربية
- تامر حسين على موقع ميوزك برينز (الإنجليزية)
- تامر حسين على موقع ديسكوغز (الإنجليزية)